# Намбак

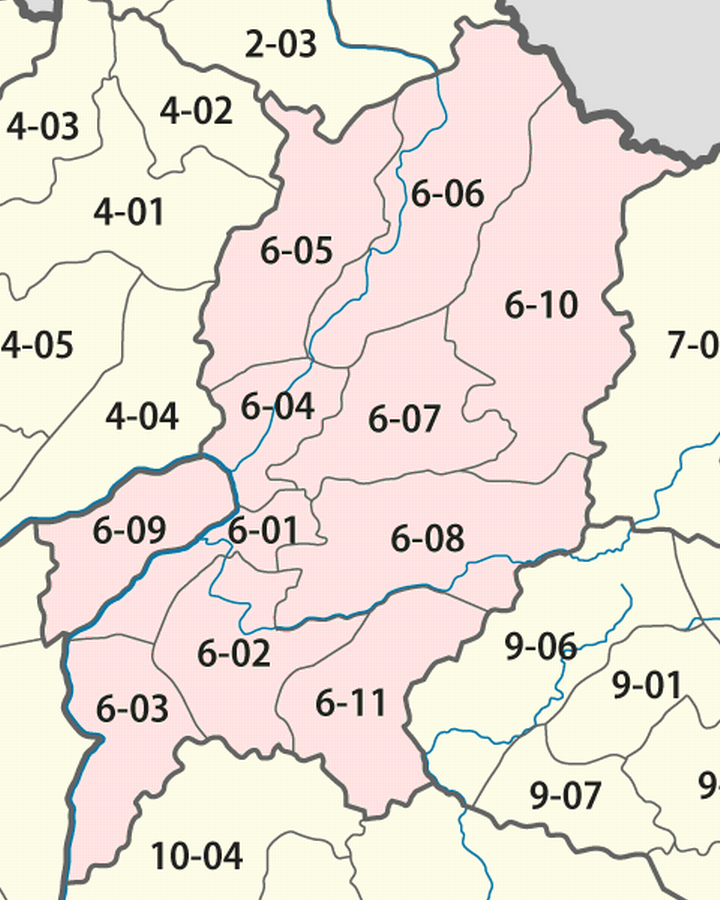
Число 6-05

Намбак — один з районів (лаос. ເມືອງ муанг) провінції Луанг-Прабанг, Лаос.